# Puro e disposto a salire a le stelle

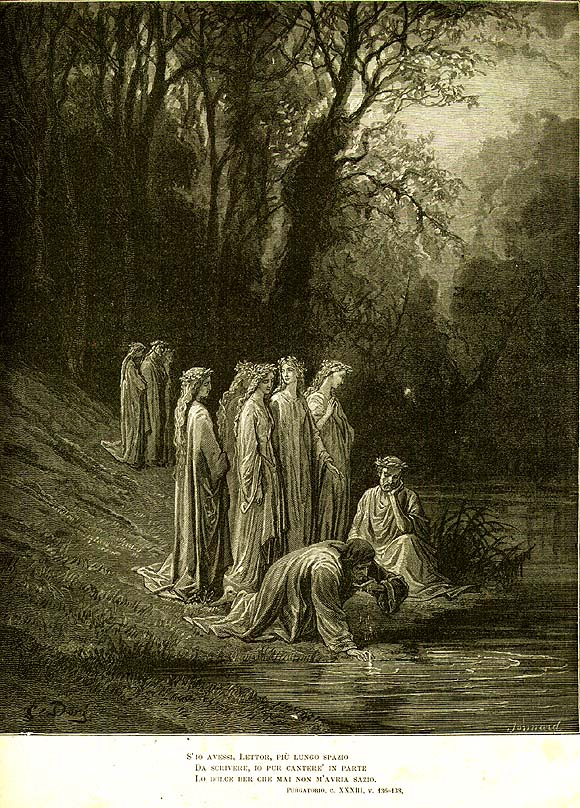
Purificazione di Dante, illustrazione di Gustave Doré

Puro e disposto a salire a le stelle (Purgatorio, XXXIII, v. 144) è l'ultimo verso del Purgatorio della Divina Commedia di Dante Alighieri. 
Dopo aver scalato la montagna del Purgatorio ed essersi immerso nei fiumi Lete ed Eunoè per dimenticare il concetto del peccato e ravvivare in sé la memoria del bene compiuto, il pensiero di Dante, che paragona se stesso a una pianta nuova con nuova fronda (quindi un uomo diverso da quello che era prima), è oramai uno solo: rinnovare l'anima, non lasciarvi più altra orma che quella del bene e aprirle così la via del cielo. Il poeta è quindi pronto a salire al Paradiso per contemplare la beatitudine e la grazia di Dio. 
Le stelle, osserva Attilio Momigliano, sono la meta di Dante e per questo motivo ricorrono nel verso finale di ogni cantica della Divina Commedia: una rispondenza che «non è pura simmetria, ma espressione del motivo ideale che corre attraverso il poema e lo innalza costantemente verso la meta».
Con questo verso, Dante racchiude il significato dell'intera opera, di Dio, dell'universo, del fatto che l'amore è il meccanismo del mondo e di tutta la vita.